# جامپ کات
| |  |  |
| نمونه‌ای از قطع یک نما به نمایی مشابه که با نادیده‌گرفتن قاعدهٔ ۳۰درجه موجب القای «پرش» موضوع تصویر شده است. |  |  |

برش پرشی یا جامپ کات (به انگلیسی: Jump Cut) نوعی برش است که در آن به جای تداوم بصری شاهد پرش هستیم. معمولاً با شباهت بسیار زیاد بین دو نما یا حذف بخشی از حرکت می‌توان برش پرشی ایجاد کرد. طبق قوانین کلاسیک سینمایی این نوع برش خطا محسوب می‌شود. اما در دوران مدرن استفاده از برش پرشی یک جایگاه زیبایی‌شناسی ویژه پیدا کرد. برای نخستین بار ژان لوک گدار با فیلم از نفس افتاده به شکلی افراطی این فن را به کار بست و آن را به عامل قاعده‌شکنی در سینما بدل ساخت. امروزه در سینمای نوین هالیوود هم از برش پرشی استفاده می‌شود. اما برخلاف سینمای مدرن، در سینمای داستانگو استفاده از برش پرشی به منظور ارائه بهتر داستان استفاده می‌شود. برای مثال در صحنه‌های پرزدوخورد استفاده از این تکنیک تنش را افزایش می‌دهد. هیروشیما عشق من ساخته آلن رنه از دیگر فیلم‌هایی است که این تکنیک را به کار می‌برد.